# Parque Natural de Howard Springs
O Parque Natural de Howard Springs é uma área protegida de 286 hectares, localizada a 35 quilômetros ao sul de Darwin, Território do Norte.  Um habitat adequado para aves aquáticas do território, também possui áreas de natação e trilhas para caminhada. As nascentes reais se tornaram importantes em 1910, quando foram consideradas como uma solução para o suprimento de água não confiável de Darwin.